# 아인슈타인-힐베르트 작용
일반 상대성 이론에서 아인슈타인-힐베르트 작용(Einstein-Hilbert作用, 영어: Einstein–Hilbert action)은 아인슈타인 방정식을 오일러-라그랑주 방정식으로 가지는 작용이다. 스칼라 곡률의 시공간에 대한 적분이다. 알베르트 아인슈타인과 다비트 힐베르트가 발견하였다.

## 정의
아인슈타인-힐베르트 작용 {\displaystyle S}는 다음과 같다.
{\displaystyle S={\frac {1}{2\kappa }}\int R{\sqrt {-g}}\,d^{4}x}.
여기서 {\displaystyle R}은 스칼라 곡률이고, {\displaystyle \kappa =8\pi G/c^{4}}이다. 여기서 {\displaystyle G}는 중력 상수다.
필요하면 우주 상수를 더하여 다음과 같이 쓸 수 있다.
{\displaystyle S={\frac {1}{2\kappa }}\int (R-2\Lambda ){\sqrt {-g}}\,d^{4}x}.

## 장 방정식 유도
이론의 완전한 작용이  아인슈타인–힐베르트 항에 물질장을 묘사하는 다음 항이 더해진 것으로 주어졌다고 하자: {\displaystyle {\mathcal {L}}_{\mathrm {M} }.}

| {\displaystyle S=\int \left[{\frac {1}{2\kappa }}R+{\mathcal {L}}_{\mathrm {M} }\right]{\sqrt {-g}}\,\mathrm {d} ^{4}x}. | \| \| \| \| \| \| \| \| | (1) |
| |                         |     |
| |                         |     |
그러면 최소 작용 원리는 물리법칙을 유지하기 위해선 이 작용의 역 계량에 대한 변분이 영이 되어야 함을 시사한다.
{\displaystyle {\begin{aligned}0&=\delta S\\&=\int \left[{\frac {1}{2\kappa }}{\frac {\delta ({\sqrt {-g}}R)}{\delta g^{\mu \nu }}}+{\frac {\delta ({\sqrt {-g}}{\mathcal {L}}_{\mathrm {M} })}{\delta g^{\mu \nu }}}\right]\delta g^{\mu \nu }\,\mathrm {d} ^{4}x\\&=\int \left[{\frac {1}{2\kappa }}\left({\frac {\delta R}{\delta g^{\mu \nu }}}+{\frac {R}{\sqrt {-g}}}{\frac {\delta {\sqrt {-g}}}{\delta g^{\mu \nu }}}\right)+{\frac {1}{\sqrt {-g}}}{\frac {\delta ({\sqrt {-g}}{\mathcal {L}}_{\mathrm {M} })}{\delta g^{\mu \nu }}}\right]\delta g^{\mu \nu }{\sqrt {-g}}\,\mathrm {d} ^{4}x\end{aligned}}.}
이 방정식은 임의의 변분 {\displaystyle \delta g^{\mu \nu }}에 대해 성립해야 하므로, 이는

| {\displaystyle {\frac {\delta R}{\delta g^{\mu \nu }}}+{\frac {R}{\sqrt {-g}}}{\frac {\delta {\sqrt {-g}}}{\delta g^{\mu \nu }}}=-2\kappa {\frac {1}{\sqrt {-g}}}{\frac {\delta ({\sqrt {-g}}{\mathcal {L}}_{\mathrm {M} })}{\delta g^{\mu \nu }}}} | \| \| \| \| \| \| \| \| | (2) |
| |                         |     |
| |                         |     |
가 운동 방정식임을 보여준다.
오른쪽 항은 에너지 스트레스 텐서에 비례한다.,
{\displaystyle T_{\mu \nu }:={\frac {-2}{\sqrt {-g}}}{\frac {\delta ({\sqrt {-g}}{\mathcal {L}}_{\mathrm {M} })}{\delta g^{\mu \nu }}}=-2{\frac {\delta {\mathcal {L}}_{\mathrm {M} }}{\delta g^{\mu \nu }}}+g_{\mu \nu }{\mathcal {L}}_{\mathrm {M} }.}
왼쪽 항을 계산하기 위해 우리는 리치 스칼라 {\displaystyle R}의 변분과 계량의 행렬식이 필요하다. 이는 다음과 같은 교재에 잘 나와 있다.Carroll 2004.

### 리만 텐서, 리치 텐서, 리치 스칼라의 변분
리치 스칼라의 변분을 계산하기 위해 먼저 리만 곡률 텐서와 리치 텐서의 변분을 계산한다. 리만 곡률 텐서는 다음과 같다:
{\displaystyle {R^{\rho }}_{\sigma \mu \nu }=\partial _{\mu }\Gamma _{\nu \sigma }^{\rho }-\partial _{\nu }\Gamma _{\mu \sigma }^{\rho }+\Gamma _{\mu \lambda }^{\rho }\Gamma _{\nu \sigma }^{\lambda }-\Gamma _{\nu \lambda }^{\rho }\Gamma _{\mu \sigma }^{\lambda }.}
리만 곡률 텐서는 오직 레비치비타 접속 {\displaystyle \Gamma _{\mu \nu }^{\lambda }}에 대해서만 달라지므로, 리만 텐서의 변분은 다음과 같이 계산된다:
{\displaystyle \delta {R^{\rho }}_{\sigma \mu \nu }=\partial _{\mu }\delta \Gamma _{\nu \sigma }^{\rho }-\partial _{\nu }\delta \Gamma _{\mu \sigma }^{\rho }+\delta \Gamma _{\mu \lambda }^{\rho }\Gamma _{\nu \sigma }^{\lambda }+\Gamma _{\mu \lambda }^{\rho }\delta \Gamma _{\nu \sigma }^{\lambda }-\delta \Gamma _{\nu \lambda }^{\rho }\Gamma _{\mu \sigma }^{\lambda }-\Gamma _{\nu \lambda }^{\rho }\delta \Gamma _{\mu \sigma }^{\lambda }.}
이제,  {\displaystyle \delta \Gamma _{\nu \sigma }^{\rho }}가 두 접속의 차이이므로, 이는 텐서이며 이의 공변미분은
{\displaystyle \nabla _{\mu }\left(\delta \Gamma _{\nu \sigma }^{\rho }\right)=\partial _{\mu }(\delta \Gamma _{\nu \sigma }^{\rho })+\Gamma _{\mu \lambda }^{\rho }\delta \Gamma _{\nu \sigma }^{\lambda }-\Gamma _{\mu \nu }^{\lambda }\delta \Gamma _{\lambda \sigma }^{\rho }-\Gamma _{\mu \sigma }^{\lambda }\delta \Gamma _{\nu \lambda }^{\rho }.}
이제, 리만 곡률 텐서의 변분의 표현은 다음 두 항의 차이와 같음을 볼 수 있다:
{\displaystyle \delta {R^{\rho }}_{\sigma \mu \nu }=\nabla _{\mu }\left(\delta \Gamma _{\nu \sigma }^{\rho }\right)-\nabla _{\nu }\left(\delta \Gamma _{\mu \sigma }^{\rho }\right).}
리치 텐서에 대해서는 간단히 두 리만 텐서의 변분의 인덱스를 빼고 팔라티니 항등식을 얻는다:
{\displaystyle \delta R_{\sigma \nu }\equiv \delta {R^{\rho }}_{\sigma \rho \nu }=\nabla _{\rho }\left(\delta \Gamma _{\nu \sigma }^{\rho }\right)-\nabla _{\nu }\left(\delta \Gamma _{\rho \sigma }^{\rho }\right).}
리치 스칼라는 다음과 같이 정의된다:
{\displaystyle R=g^{\sigma \nu }R_{\sigma \nu }.}
그러므로, 이의 역 계량에 대한 변분 {\displaystyle g^{\sigma \nu }}은
{\displaystyle {\begin{aligned}\delta R&=R_{\sigma \nu }\delta g^{\sigma \nu }+g^{\sigma \nu }\delta R_{\sigma \nu }\\&=R_{\sigma \nu }\delta g^{\sigma \nu }+\nabla _{\rho }\left(g^{\sigma \nu }\delta \Gamma _{\nu \sigma }^{\rho }-g^{\sigma \rho }\delta \Gamma _{\mu \sigma }^{\mu }\right)\end{aligned}}}
으로 주어진다.
두번째 줄에서 the metric compatibility of the covariant derivative, {\displaystyle \nabla _{\sigma }g^{\mu \nu }=0}과,  리치 곡률에 대해 앞서 얻었던 결과를 썼다.

## 같이 보기
- 브랜스-딕 이론
- 아인슈타인-카르탕 이론
- 기번스-호킹-요크 항
- 칼루차–클레인 이론

## 참고 문헌
- Bishop, N. T. (1982년 1월). “The variational principle of general relativity”. 《General Relativity and Gravitation》 (영어) 14 (1): 31–36. Bibcode:1982GReGr..14...31B. doi:10.1007/BF00756194. ISSN 0001-7701.
- Hilbert, D. (1915)  Die Grundlagen der Physik (German original for free) (English translation for $25), Konigl. Gesell. d. Wiss. Göttingen, Nachr. Math.-Phys. Kl. 395-407

1. ↑  Blau, Matthias (2020년 7월 27일), 《Lecture Notes on General Relativity》 (PDF), 196쪽